# Simona Mafai
Simona Mafai (Roma, 5 luglio 1928 – Palermo, 16 giugno 2019) è stata una politica italiana.

## Biografia
Figlia dei pittori Mario Mafai e Antonietta Raphaël, era sorella della giornalista e scrittrice Miriam e della costumista e scenografa Giulia. Con le sorelle, in seguito alle leggi razziali fasciste fu espulsa dalle scuole pubbliche in quanto figlie di una ebrea. Nel 1952 sposò Pancrazio De Pasquale, dirigente del PCI e futuro presidente dell'Assemblea regionale siciliana, trasferendosi quindi in Sicilia.
Nel 1976 venne eletta senatrice per il Partito Comunista Italiano, carica da lei tenuta fino al 1979. Nel 1980 divenne consigliere comunale di Palermo per il PCI. Fu rieletta nel 1985: nel 1990 lasciò il partito. Nel 1991 a Palermo fu tra le fondatrici, tutte donne, della rivista bimestrale Mezzocielo. È morta il 16 giugno 2019 a Palermo.